# Panathinaikos
Panathinaikos (Grieks: Παναθηναϊκός Αθλητικός Όμιλος, Panathinaikos Athlitikos Omilos) uit Athene is de grootste sportclub van Griekenland. De club werd in 1908 opgericht door George Kalafatis. De afkorting PAO wordt vaak gebruikt. De clubkleur is groen. 
Bij de oprichting was Panathinaikos slechts een voetbalclub. De club heette toen nog P.O.A. (Grieks voor Atheense Voetbal Club). Pas in 1924 werd de huidige naam aangenomen. Door de jaren heen ging Panathinaikos steeds meer sporten beoefenen, tegenwoordig eenentwintig, waaronder: 

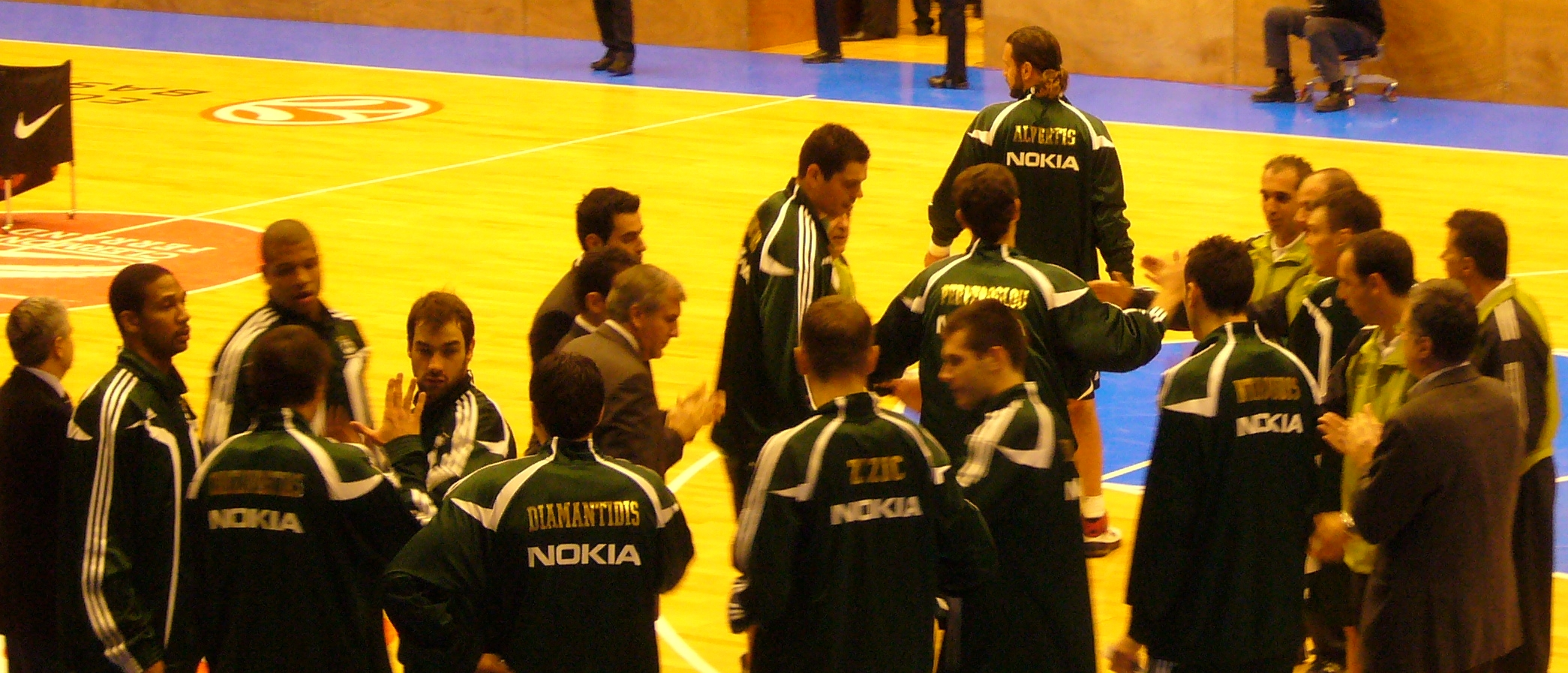
Basketbalselectie Panathinaikos

- Atletiek, opgericht in de jaren 30
- Basketbal, opgericht in 1937, zie Panathinaikos BC
- Zwemmen en waterpolo, opgericht in 1950
- Volleybal, opgericht in 1919
- Tafeltennis, opgericht in 1935
- Boksen, opgericht in 1948
- Schermen, opgericht in 1960
- Worstelen, opgericht in 1965
- Gymnastiek, opgericht in 1965
- Waterskiën, opgericht in 1965
- Gewichtheffen, opgericht in 1963
- Wielrennen, opgericht in 1928
- Schaken, opgericht in 1959
- Voetbal, opgericht in 1908, zie Panathinaikos FC

Vooral de basketbal- en voetbaltak van Panathinaikos zijn succesvol. 

## Zie verder
- Panathinaikos FC, de (onafhankelijke) voetbalclub
- Panathinaikos BC, de  (onafhankelijke) basketbalclub